# Eye of the Tiger (album)
| Recensione | Giudizio |
| ---------- | -------- |
| AllMusic   |          |

Eye of the Tiger è il terzo album in studio della rock band statunitense Survivor, pubblicato nel 1982. Si tratta del lavoro più famoso del gruppo e ha raggiunto il secondo posto della Billboard 200 negli Stati Uniti.
L'album è stato trainato principalmente dal successo del primo singolo estratto, la title track, utilizzata quello stesso anno nella colonna sonora del film Rocky III interpretato da Sylvester Stallone. Il singolo arrivò al primo posto in classifica sia negli Stati Uniti che nel Regno Unito. Nel 1983, la canzone venne candidata all'Oscar e al Golden Globe, ricevendo inoltre un Grammy Award per la Miglior performance rock di un duo o gruppo.
Il secondo singolo estratto dall'album, Ever Since the World Began, sarà successivamente reinterpretato da Jimi Jamison nel 1989 per l'inserimento nella colonna sonora di Sorvegliato speciale, altro film in cui recita Sylvester Stallone.

## Tracce
1. Eye of the Tiger – 4:05 (Jim Peterik, Frankie Sullivan)
2. Feels Like Love – 4:07 (Peterik, Sullivan)
3. Hesitation Dance – 3:51 (Peterik, Sullivan)
4. The One That Really Matters – 3:31 (Peterik)
5. I'm Not That Man Anymore – 4:47 (Peterik, Sullivan)
6. Children of the Night – 4:45 (Peterik, Sullivan)
7. Ever Since the World Began – 3:45 (Peterik, Sullivan)
8. American Heartbeat – 4:09 (Peterik, Sullivan)
9. Silver Girl – 4:52 (Peterik, Sullivan)

## Formazione
- Dave Bickler – voce
- Frankie Sullivan – chitarra solista, chitarra ritmica e chitarra acustica, cori
- Jim Peterik – chitarre, pianoforte, organo Hammond, cori
- Stephan Ellis – basso
- Marc Droubay – batteria

### Altri musicisti
- Fergie Frederiksen – cori
- Daryl Dragon – tastiere, emulatore

### Produzione
- Jim Peterik e Frankie Sullivan – produzione, arrangiamento
- Mike Clink e Phil Bonnano – registrazione sonora, ingegneria del suono, missaggio

## Classifiche
| Classifica (1982) | Posizione massima |
| ----------------- | ----------------- |
| Austria           | 6                 |
| Canada            | 4                 |
| Francia           | 6                 |
| Germania          | 31                |
| Giappone          | 17                |
| Italia            | 24                |
| Norvegia          | 3                 |
| Nuova Zelanda     | 23                |
| Paesi Bassi       | 29                |
| Regno Unito       | 12                |
| Stati Uniti       | 2                 |
| Svezia            | 13                |